# Tounga Tégui
Tounga Tégui (auch: Tounga Tagui, Toungatégui) ist ein Dorf in der Landgemeinde Bana in Niger.

## Geographie

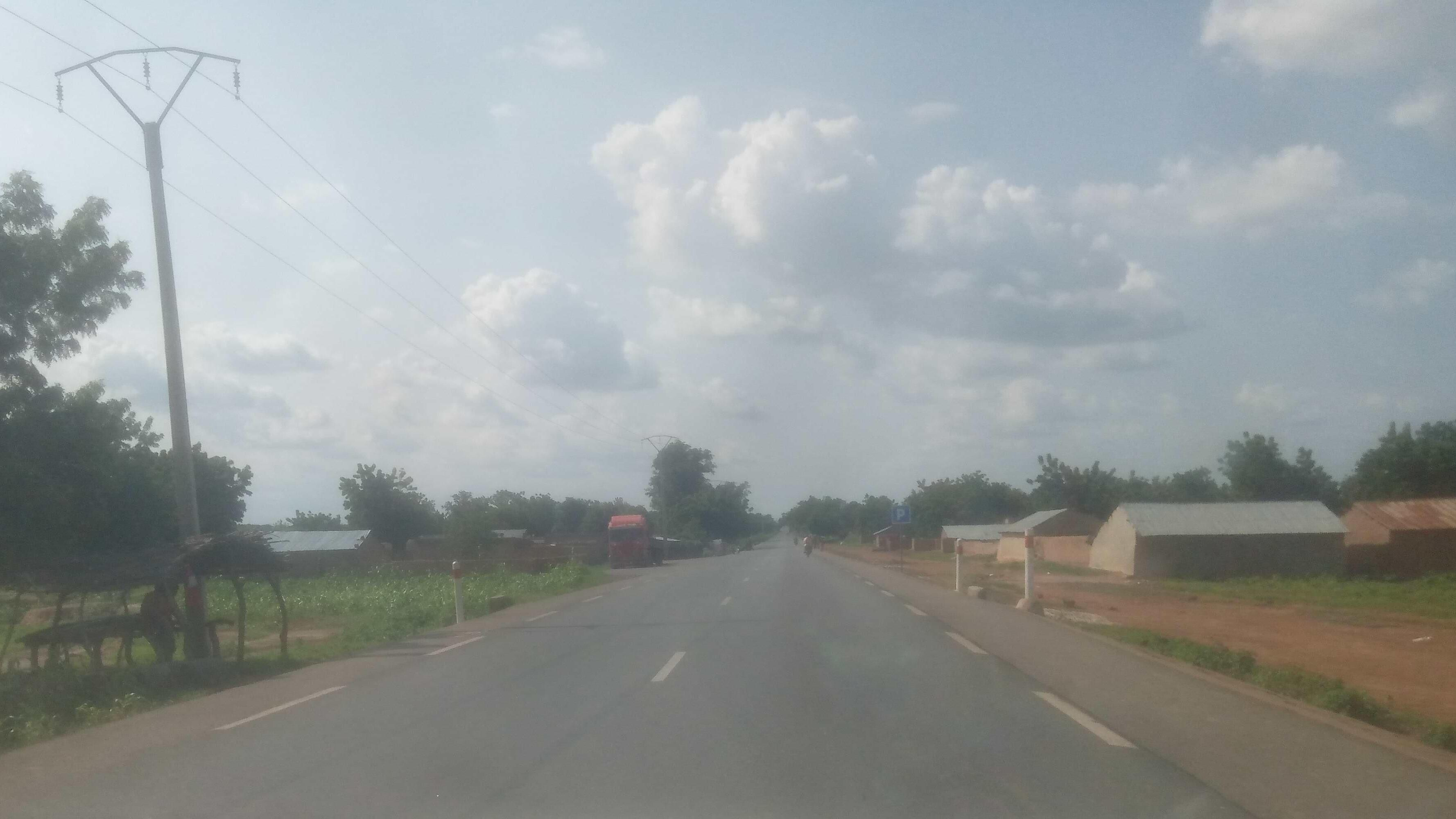
Nationalstraße 7 in Tounga Tégui (2023)

Das von einem traditionellen Ortsvorsteher (chef traditionnel) geleitete Dorf liegt am Rand des Trockentals Dallol Foga. Es befindet sich rund fünf Kilometer südwestlich des Hauptorts Bana der gleichnamigen Landgemeinde, die zum Departement Gaya in der Region Dosso gehört. Zu den Siedlungen in der näheren Umgebung von Tounga Tégui zählen Niakoye Tounga im Nordwesten und Gouiwa im Süden.
Es herrscht das Klima der Sudanzone vor, mit einer durchschnittlichen jährlichen Niederschlagsmenge zwischen 700 und 800 mm.

## Geschichte
Tounga Tégui wurde wie die nahegelegenen Dörfer Koté Koté und Niakoye Tounga frühestens im 17. Jahrhundert von Zarma gegründet, die von Tyenga aus dem Dorf Bana vertrieben worden waren.
Ein Dorfbrunnen wurde 1990 durch ein gesamtstaatliches Programm zur Wasserversorgung im ländlichen Raum errichtet, das vom niederländischen Ministerium für Entwicklungszusammenarbeit finanziert worden war. Die Schweizer Direktion für Entwicklung und Zusammenarbeit finanzierte 1997 die Markierung eines nordöstlich von Tounga Tégui verlaufenden Korridors für die Viehwanderung. Von Überschwemmungen im Jahr 2013 waren 95 Haushalte betroffen. Dabei stürzten im Dorf 38 Wohnhäuser, zwei Moscheen und sieben Getreidespeicher ein.

## Bevölkerung
Bei der Volkszählung 2012 hatte Tounga Tégui 1324 Einwohner, die in 145 Haushalten lebten. Bei der Volkszählung 2001 betrug die Einwohnerzahl 1013 in 133 Haushalten und bei der Volkszählung 1988 belief sich die Einwohnerzahl auf 1021 in 105 Haushalten.
In ethnischer Hinsicht leben Dendi im Dorf.

## Wirtschaft und Infrastruktur
Bei Tounga Tégui wird Sorghumhirse angebaut. Es gibt eine Schule im Dorf. Durch Tounga Tégui führt die 156,4 Kilometer lange asphaltierte Nationalstraße 7 zwischen der Regionalhauptstadt Dosso und der Staatsgrenze zu Benin.